# Stereopony
Stereopony (ステレオポニー?, Sutereoponī), (dal 2010 Evanpony) è stato un gruppo musicale rock giapponese formatosi nel 2008 a Okinawa e scioltosi nel 2012, composto da tre ragazze; Aimi Haraguni (voce e chitarra), Nohana Kitajima (basso elettrico) e Shiho Yamanoha (batteria), con l'aggiunta, a partire dal 2010, del cantante e chitarrista Evan Taubenfeld.

## Storia del gruppo
Il gruppo è stato sotto contratto con l'etichetta discografica giapponese gr8! Records, dipendente dalla Sony, pubblicando un album e diversi singoli, mentre il 2010 vide il passaggio della band alla Sony, con la quale pubblicarono i due album successivi.
L'album, Hydrangea ga Saiteiru, è stato pubblicato nel 2009, anche in versione CD+DVD, ed ha raggiunto la settima posizione della classifica giapponese. Anche i singoli hanno ottenuto un buon successo; in particolare il secondo, Namida no Mukō (seconda sigla iniziale della seconda stagione dell'anime Mobile Suit Gundam 00) ha raggiunto la seconda posizione della classifica dei singoli giapponese.
Tra gli altri singoli estratti dall'album, Hitohira no Hanabira è stata la 17° sigla finale dell'anime Bleach, mentre Tsukiakari no Michishirube (ottava posizione della classifica dei singoli giapponese) è stata la sigla iniziale della serie Darker than Black: Ryūsei no Gemini.
Il loro brano Smilife è stata la sigla iniziale del film Yattaman.
Nel dicembre del 2009 è stato pubblicato anche il dvd 1st Tour A Hydrangea Blooms 2009.
Nel 2010 sono stati pubblicati altri due singoli: Hanbunko e Over Drive.
Il gruppo, in seguito al mancato successo, si è sciolto nel 2012.

## Formazione

### Stereopony
- Haraguni Aimi (Naha, Okinawa, 4 settembre 1990) - voce e chitarra
- Kitajima Nohana (Shimabara, Nagasaki, 16 settembre 1989) - basso elettrico
- Yamanoha Shiho (Nago, Okinawa, 18 ottobre 1990) - batteria

### Evanpony
- Haraguni Aimi (Naha, Okinawa, 4 settembre 1990) - voce e chitarra
- Kitajima Nohana (Shimabara, Nagasaki, 16 settembre 1989) - basso elettrico
- Yamanoha Shiho (Nago, Okinawa, 18 ottobre 1990) - batteria
- Evan Taubenfeld  (Baltimora, 27 giugno 1983) - voce e chitarra

## Discografia

### Album

#### Steropony
- 2009 - Hydrangea ga Saiteiru
- 2010 - Over The Border

#### Evanpony
- 2011 - More! More!! More!!!

### Singoli

#### Stereopony
- 2008 - Hitohira no Hanabira
- 2009 - Namida no Mukō
- 2009 - I Do It (con YUI)
- 2009 - Smilife
- 2009 - Tsukiakari no Michishirube

#### Evanpony
- 2010 - Hanbunko
- 2010 - Over Drive

### Raccolta
- 2012 - Best of Stereopony

### DVD
- 2009 - 1st Tour A Hydrangea Blooms 2009